# پارتاکی
قبیله پارتاکی از جمله شش قبیله مادی بود این کلمه (پارتاکنیان) ریشه ایرانی دارد. دیگر قبایل مادی شامل بوسیان، استروخاتیان، بودیان، مغان و اریزانتیان می‌باشد. کادوسیان، گلان، هیرکانیان، ماتیانیان، اینیان، کردوخیان، کورتی، الیمایی، کوسیان، ماردها، تپوریان، ماران و پارسیان قبایلی بودند که به عقیدهٔ هرودوت از قبایل غیر مادی فلات ایران و نواحی اطراف آن بودند.

## پیدایش
قبایل مادی توسط دیااکو به صورت یک ملت درآمدند.

## رابطه
آن‌ها از دیگر مادها به‌طور جداگانه می‌زیستند و با آن‌ها متحد نمی‌شدند.